# Petr Pinkas
Petr Pinkas (* 5. února 1957) je bývalý český fotbalista.

## Fotbalová kariéra
V české lize hrál za Škodu Plzeň. V podzimní části ročníku 1979/80 nastoupil ve 3 utkáních. V nižších soutěžích hrál i za VP Frýdek-Místek a TJ JZD Slušovice.

## Ligová bilance
| Ročník                                   | Zápasy | Góly | Klub             |
| ---------------------------------------- | ------ | ---- | ---------------- |
| 1. československá fotbalová liga 1979/80 | –      | -    | Škoda Plzeň      |
| Česká národní fotbalová liga 1982/83     | 2      | 0    | VP Frýdek-Místek |
| Česká národní fotbalová liga 1986/87     | 18     | 0    | TJ JZD Slušovice |
| Česká národní fotbalová liga 1987/88     | 10     | 1    | TJ JZD Slušovice |
| Česká národní fotbalová liga 1988/89     | 18     | 0    | TJ JZD Slušovice |
| CELKEM česká 1. liga                     | -      | -    |                  |